# Lovosice
Lovosiceⓘ (niem. Lobositz) − miasto w Czechach, w kraju usteckim. Według danych z 31 grudnia 2003 powierzchnia miasta wynosiła 1 189 ha, a liczba jego mieszkańców 9 196 osób.
Miasto jest na lewym brzegu Łaby, 60 km na północ od Pragi. Najbliższą górą jest Lovoš. Lovosice są bardzo długim i wąskim miastem, co dało źródło czeskiemu powiedzeniu "długi jak Lovosice".
W mieście jest stacja kolejowa Lovosice.

## Demografia
| Rok             | 1970  | 1980   | 1991  | 2001  | 2003  |
| --------------- | ----- | ------ | ----- | ----- | ----- |
| Liczba ludności | 9 735 | 10 449 | 9 708 | 9 312 | 9 196 |

Źródło: Czeski Urząd Statystyczny

## Współpraca
- Coswig, Niemcy